# Jacky St. James
Jacky St. James (15 ottobre 1976) è un'attrice pornografica e regista statunitense.

## Biografia e carriera
Cresciuta con una educazione cattolica di ottima educazione nella periferia di Washington, si è laureata con una specializzazione nel cinema. A 27 anni, trasferitasi a Los Angeles per lavorare nel settore del cinema tradizionale, ha lavorato come attrice in film e programmi televisivi, dirigendo anche piccoli progetti mainstream.
Nel maggio 2010 un suo amico, direttore della fotografia, le ha inviato una clip di The Wedding Day dalla serie New Sensations Romance perché era rimasto colpito dalla qualità del film. Dopo aver effettuato ricerche sul tema, ha scoperto che New Sensations stava organizzando un concorso di scrittura per la serie. Il regista di film per adulti Eddie Powell le ha dato consigli su come scrivere una sceneggiatura porno dopo che lei lo ha contattato su Twitter. Ha partecipato al concorso nel 2011 e la sua sceneggiatura, Dear Abby, ha vinto. Powell ha diretto il film e New Sensations lo ha distribuito nel giugno 2011. St. James ha vinto anche la migliore sceneggiatura per il film agli AVN Awards 2012.
Alcune delle opere più importanti di St. James sono Torn, The Temptation of Eve, and The Submission of Emma Marx (inclusi tre seguiti). Ha co-diretto Torn con Eddie Powell e ha vinto l'AVN Award per la migliore uscita romantica nel 2013, anno in cui la categoria è stata creata per la prima volta. Nel 2014, The Temptation of Eve and The Submission of Emma Marx hanno vinto gli AVN Awards rispettivamente per il miglior film romantico e il miglior film BDSM. 
Nel 2014, è diventata la seconda donna dopo Stormy Daniels a vincere un XRCO Award come miglior regista (lungometraggio), un riconoscimento che avrebbe ottenuto anche nei due anni successivi. Nel 2015 e nel 2016 ha ricevuto anche il premio XBIZ come Direttore dell'anno – Body of Work. Il sequel del 2015 The Submission of Emma Marx 2: Boundaries le ha vinto altri due premi per la sceneggiatura, un AVN e un XBIZ Award.  
Dal 2019, Jacky St. James dirige anche film per il sito Bellesa Films, inclusa la loro etichetta Bellesa House.

## Riconoscimenti
AVN Awards
- 2012 - Best Screenplay per Dear Abby[7]
- 2016 - Best Screenplay per The Submission of Emma Marx: Boundaries[8]
- 2017 - Best Director - Feature per The Submission Of Emma Marx: Exposed[9]
- 2017 - Best Screenplay[10]

XBIZ Awards
- 2013 - Screenplay of the Year per Torn[11]
- 2014 - Screenplay of the Year per The Tempation of Eve[12]
- 2015 - Director of the Year - Body of Work[13]
- 2015 - Best Non - Sex Acting Performance per Second Chances[14]
- 2016 - Director of the Year - Body of Work[15]
- 2016 - Screenplay of the Year per The Submission of Emma Marx: Boundaries[16]

XRCO Award
- 2014 - Best Director - Features[17]
- 2015 - Best Director - Features[18]
- 2016 - Best Director - Features[19]

NightMoves Awards
- 2014 - Best Director - Features (Industry/Critc Award)[20]
- 2017 - Best Director - Features (Industry/Critc Award)[21]